# Ultra
Ultra  — дев'ятий студійний альбом британського гурту Depeche Mode, що вийшов 14 квітня 1997 р. Платівка зайняла 1-е місце в хіт-параді Великої Британії, а композиції, що вийшли як сингли, стали хітами. До квітня 2006 року у США альбом був проданий тиражем у 584 000 екземплярів.

## Про альбом
Ultra  записаний без Алана Уайлдера, який покинув гурт у 1995 році, за його словами, «через зростання невдоволення внутрішніми відносинами і робочою обстановкою у гурті». Психічний стан Дейва Гаана і його згубна пристрасть до наркотиків стали головною причиною занепокоєння: передозування наркотиками у лос-анджелеському готелі Sunset Marquis, яке ледь не стало смертельним, вважається спробою самогубства, проте Гаан незмінно це заперечує.
Протягом 1995–1996 рр. Мартін Гор намагався переконати гурт спробувати записати новий матеріал. Дейв лише зрідка з'являвся на запланованих сесіях, а коли все ж з'являвся, йому були потрібні тижні, щоб записати якусь вокальну партію. Але врешті-решт занепокоєння Гора виявилося безпідставним: у середині 1996 Гаан почав проходити курс реабілітації від наркотичної залежності. Після закінчення курсу реабілітації гурт продовжив роботу над новим альбомом із продюсером Тімом Сіменоном.
Цей альбом Depeche Mode примітний із багатьох причин, одна з яких полягає у тому, що альбом усе ж був записаний. Спершу учасники гурту хотіли випустити тільки сингл. Функції Уайлдера перейшли Тіму Сименону і його команді: клавішнику, звукоінженеру і програмісту. Під час першої зустрічі Мартін Гор сказав Сименону, що хоче надати альбому звучання у стилі хіп-хопу.
Інших передумов не було, і через 15 місяців після початку роботи, попри всі труднощі («Так, ми майже втратили вокаліста, — посміхався Сименон, — Зі мною такого ніколи раніше не траплялося») вони стали тріумфаторами, висловлюючи у своїх піснях роздуми Мартіна про сенс життя і зрослу здатність Дейва інтерпретувати їх голосом.

## Трек-лист
1. Barrel of a Gun — 5:35
2. The Love Thieves — 6:34
3. Home — 5:42
4. It's No Good — 5:58
5. Uselink — 2:21
6. Useless — 5:12
7. Sister of Night — 6:04
8. Jazz Thieves — 2:54
9. Freestate — 6:44
10. The Bottom Line — 4:26
11. Insight — 6:26
12. Junior Painkiller — 2:11